# Annona pittieri
Annona pittieri Donn.Sm. – gatunek rośliny z rodziny flaszowcowatych (Annonaceae Juss.). Występuje naturalnie w Kostaryce oraz Panamie. 

## Morfologia
PokrójZimozielone drzewo dorastające do 6–8 m wysokości.
LiścieMają podłużny kształt. Mierzą 16–18 cm długości. Liść na brzegu jest całobrzegi. Wierzchołek jest spiczasty.
KwiatySą pojedyncze. Rozwijają się w kątach pędów. Płatki mają lancetowaty kształt. Osiągają do 33 mm długości.
OwoceTworzą owoc zbiorowy. Mają stożkowaty kształt. Osiągają 10–12 mm długości.

## Biologia i ekologia
Rośnie w wiecznie zielonych lasach. Występuje na wysokości około 1100 m n.p.m.